# Det Danske Akademis Store Pris
Det Danske Akademis Store Pris bzw. Großer Preis der dänischen Akademie wird seit 1961 verliehen und gilt als einer der angesehensten Literaturpreise Dänemarks. Initiiert wurde er von der Dänischen Akademie und zwischen 1961 und 1982 jährlich verliehen; 1982 beschloss man eine Auslobung im zweijährlichen Abstand.
In den ersten Jahren betrug das Preisgeld 50.000 DKK, das Kulturministeriet der Regierung Poul Schlüter verdoppelte 1982 den Betrag auf 100.000 DKK und erhöhte ihn zwischen 1992 und 1997 auf 200.000 DKK. 1998 betrug das Preisgeld 250.000 DKK und seit dem Jahr 2000 ist der Preis mit 300.000 DKK dotiert.
Die Preisträger werden immer für ihr gesamtes Werk bzw. Lebenswerk ausgezeichnet.

## Preisträger 1961 bis 1982
| - 1961 Knuth Becker (1891–1974) - 1962 Villy Sørensen (1929–2001) - 1963 Jens August Schade (1903–1978) - 1964 Jacob Paludan (1896–1975) - 1965 Erik Knudsen (1922–2007) - 1966 Klaus Rifbjerg (1931–2015) - 1967 Ole Sarvig (1921–1981) - 1968 Tom Kristensen (1893–1974) - 1969 Frank Jæger (1926–1977) - 1970 Ivan Malinowski (1926–1989) - 1971 Leif Panduro (1923–1977) | - 1972 Svend Åge Madsen (* 1939) - 1973 Hans Scherfig (1905–1979) - 1974 Sven Holm (1940–2019) - 1975 Carl Erik Martin Soya (1896–1983) - 1976 Jørgen Sonne (1925–2015) - 1977 Peter Seeberg (1925–1999) - 1978 Tage Skou-Hansen (1925–2015) - 1979 Poul Vad (1927–2003) - 1980 Henrik Nordbrandt (1945–2023) - 1981 Dorrit Willumsen (* 1940) - 1982 Per Højholt (1928–2004) |

## Preisträger 1984 bis heute
| - 1984 Jess Ørnsbo (1932–2019) - 1986 Henrik Stangerup (1937–1998) - 1988 Halfdan Rasmussen (1915–2002) - 1990 Jens Smærup Sørensen (* 1946) - 1992 Peter Laugesen (* 1942) - 1994 Ib Michael (* 1945) - 1996 Vibeke Grønfeldt (* 1947) - 1998 Cecil Bødker (1927–2020) - 2000 Kirsten Thorup (* 1942) - 2002 Vagn Lundbye (1933–2016) | - 2004 Peer Hultberg (1935–2007) - 2006 Bent Vinn Nielsen (* 1951) - 2008 F. P. Jac (1955–2008) - 2010 Jørn Riel (1931–2023) - 2012 Thomas Boberg (* 1960) - 2014 Knud Sørensen (* 1928) - 2016 Helle Helle (* 1965) - 2018 Christina Hesselholdt (* 1962) - 2020 Naja Marie Aidt (* 1963) - 2022 Marianne Larsen (* 1951) - 2024 Solvej Balle (* 1962) |